# Trilby (ballet)

Trilby est un ballet fantastique en deux actes et trois scènes créé par Marius Petipa sur une musique de Gerber, d'après le roman du même nom de Charles Nodier. La première a lieu le 25 janvier/6 février 1870 au Théâtre Bolchoï de Moscou avec des décors de Karl Walz et Pavel Issakov. Le rôle principal est tenu par Polina Karpakova. Pour la production de Moscou, l'action se passe en Écosse.

## Histoire

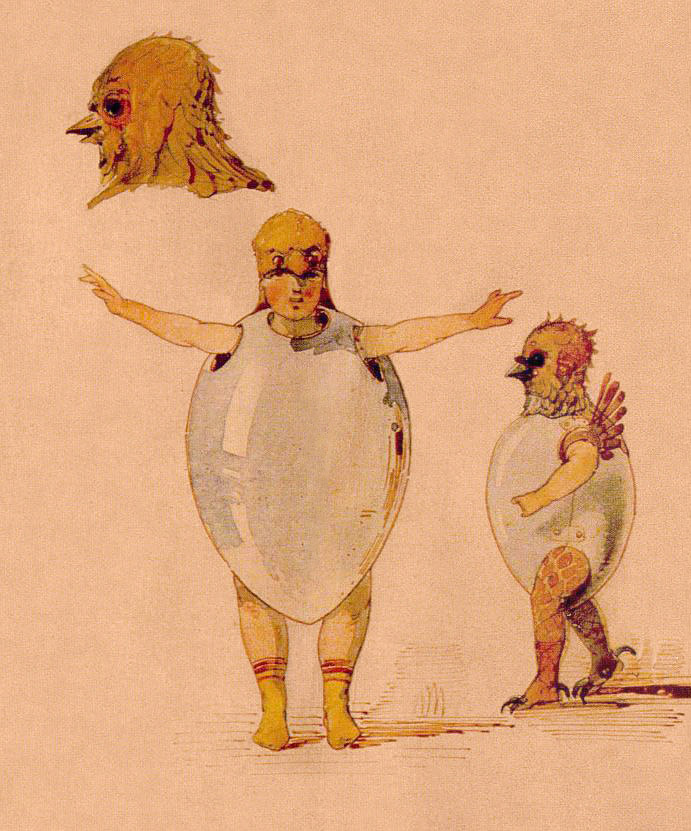

Trilby est le dernier ballet moscovite que Petipa a créé après deux années passées à Moscou pour monter de nouvelles productions pour les Ballets impériaux.
Ce ballet est repris à Saint-Pétersbourg le 17/29 janvier 1871 au Théâtre Bolchoï Kamenny dans des décors d'Andreas Roller et Heinrich Wagner. Alexandra Simskaïa danse le rôle de Tribly, Adèle Grantzow, celui de Bettli (plus tard Ekaterina Vazem), Lev Ivanov, celui de Wilhelm. L'action se passe cette fois-ci en Suisse. Le ballet est joué à nouveau au Mariinsky en 1883 avec Evguenia Sokolova.

## Argument
L'elfe Tribly est voué à protéger la maison d'une jeune paysanne du nom de Bettli et de son petit oiseau Colibri. D'après les lois du Pays des Elfes, Tribly est obligé d'aimer Colibri pour toujours et de lui rester fidèle, sinon son âme ne serait plus immortelle. Alors qu'il protège la chaumière de Bettli, il est captivé par la beauté de la jeune fille et tombe amoureux. Afin de cacher son infidélité à la Reine des Elfes, Trilby décide d'enfermer Colibri dans une cage, pendant qu'il tente de séduire Bettli à la veille de son mariage avec le beau Wilhelm. Trilby jette un sortilège sur Bettli pour l'endormir et la transporter au Pays des Elfes. Wilhelm est fort en colère de la légèreté de Bettli et ouvre la cage pour libérer Colibri. Le sortilège que Tribly a utilisé cesse alors son pouvoir magique dès lors que Colibri s'envole. Les fiancés sont de nouveau réunis.
Pendant les préparatifs du mariage, Bettli a une vision de Colibri sous la forme d'une jeune fille avec à ses pieds Tribly allongé, mort. La vision s'estompe avec l'arrivée des invités et le début de la fête de mariage. 